# Großer Preis der USA 2000
Der Große Preis der USA 2000 (offiziell 2000 SAP United States Grand Prix) fand am 24. September auf dem Indianapolis Motor Speedway in Indianapolis statt und war das 15. Rennen der Formel-1-Weltmeisterschaft 2000.

## Berichte

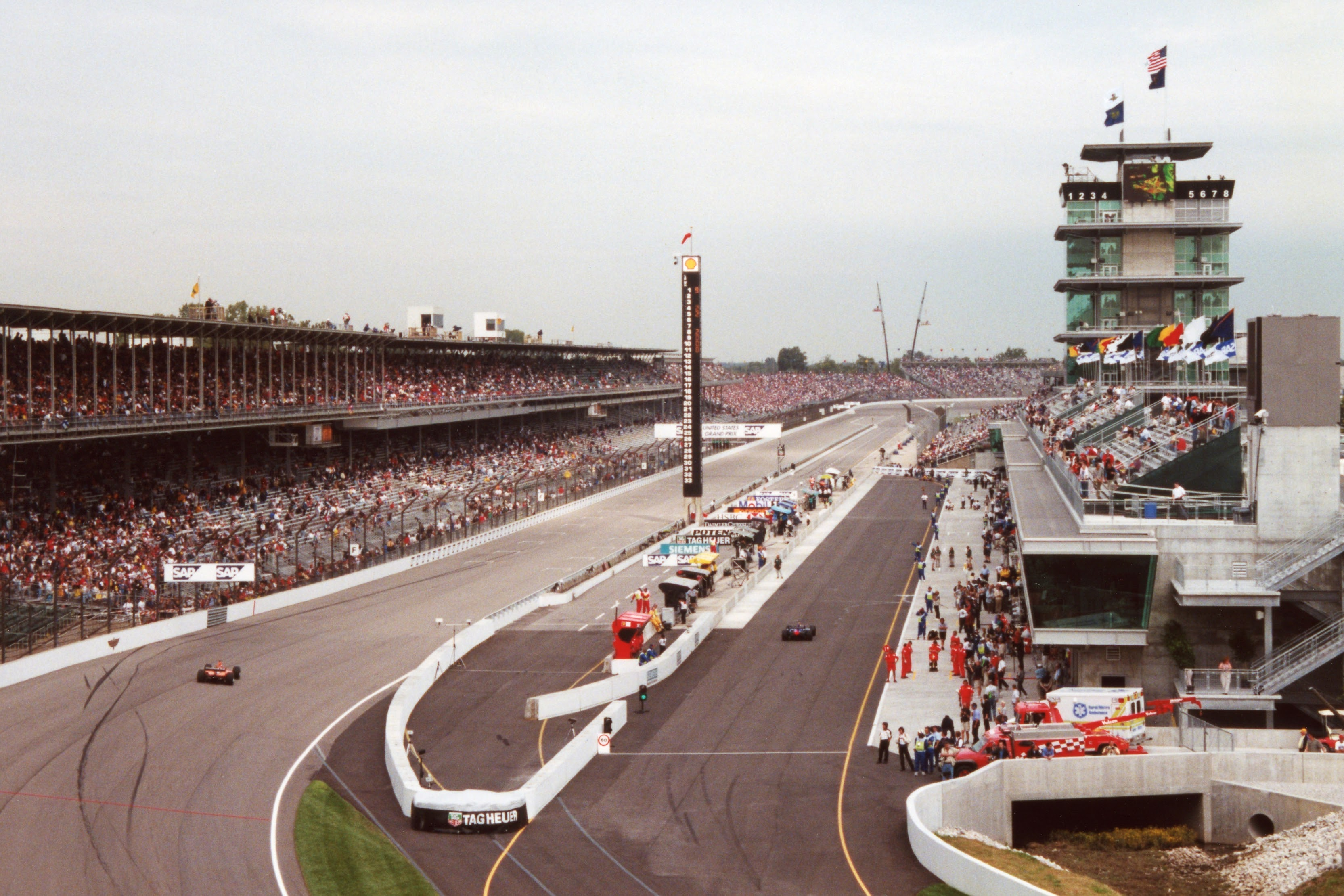
F1 2000 auf dem Indianapolis Speedway

### Hintergrund
Nach dem Großen Preis von Italien führte Mika Häkkinen die Fahrerwertung mit zwei Punkten vor Michael Schumacher und mit 19 Punkten vor David Coulthard an. McLaren-Mercedes führte in der Konstrukteurswertung mit vier Punkten vor Ferrari und mit 97 Punkten vor Williams-BMW.
Es trat kein ehemaliger Sieger zu diesem Grand Prix an.

### Training

#### Freitagstraining
Im ersten freien Training am Freitag erzielte Coulthard die schnellste Rundenzeit vor Häkkinen und Michael Schumacher.

#### Samstagstraining
Im Samstagstraining übernahm Michael Schumacher die Führungsposition vor seinem Teamkollegen Rubens Barrichello, Coulthard selber fuhr die drittschnellste Zeit.

### Qualifying
Im Qualifying drehte Michael Schumacher wie im freien Training zuvor erneut die schnellste Runde und belegte damit die Pole-Position vor den beiden McLaren-Piloten Häkkinen und Coulthard.

### Warm Up
Im Warm Up am Rennsonntag erzielte wiederum Coulthard die schnellste Runde, zweiter wurde Häkkinen vor Michael Schumacher.

### Rennen

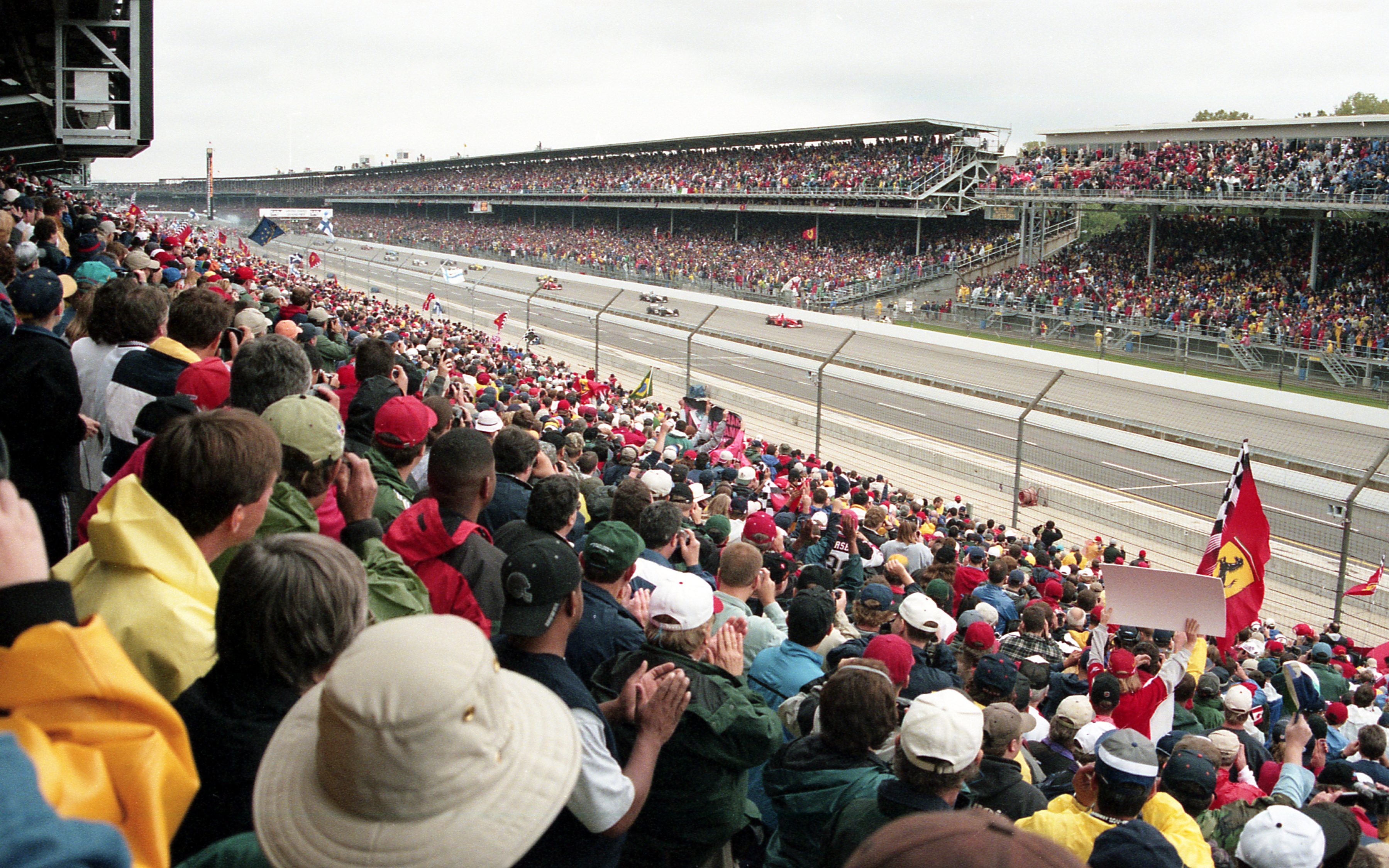
Der Start zum Grand Prix

Der lange vorhergesagte Regen stellte sich für ungefähr eine Stunde am Sonntagmorgen ein und als die Autos nacheinander in der Startaufstellung bereit gemacht wurden, bestand die Strecke eigentlich aus zwei Teilen – einer fast trockenen Steilkurve und Geraden und einem immer noch nassen Infield. Dies bewirkte, dass alle Fahrer außer Johnny Herbert das Rennen mit Regenreifen in Angriff nahmen. Als nach der Einführungsrunde die Lichter erloschen, überholte Coulthard zum Erstaunen aller den von der Pole-Position gestarteten Michael Schumacher in der ersten Kurve und setzte sich an die Spitze, jedoch war in Wiederholungen des Starts zu erkennen, das der Schotte zu früh gestartet war und sehr wahrscheinlich schon bald dafür bestraft werden würde.
Als Coulthard sein zu frühes Losfahren nach ein paar Runden selber realisierte und die Bestätigung der Rennleitung nun auch da war, dass er eine 10-Sekunden-Stop-and-Go Strafe absitzen musste (zusammen mit Giancarlo Fisichella) begann er ein wenig langsamer zu fahren, um damit Michael Schumacher hinter sich aufzuhalten und es somit Häkkinen zu ermöglichen, seinerseits die Lücke hinter dem Ferrari zu schließen. Michael Schumacher, der ganz knapp selber einen Frühstart verhindert hatte, überholte Coulthard schließlich auf der Geraden und der darauffolgenden Kurve eins – mit leichten Berührungen der Räder – in Runde 7. Häkkinen passierte Coulthard ebenfalls kurz darauf in Kurve vier und stoppte dann sofort an der Box, um auf Trockenreifen zu wechseln.
Als der Finne wieder zurück auf die Strecke kam, befand er sich nun an fünfter Stelle hinter dem Minardi von Gastón Mazzacane, der immer noch auf Regenreifen fuhr. Während fünf Runden, mit nun trockenem Ovalabschnitt aber immer noch sehr nassem Infield, kam Häkkinen nicht an Mazzacane vorbei. In Runde 14 schließlich legte der Minardi einen Boxenstopp ein. Bei diesem Boxenstopp fuhr Mazzacane einen Mechaniker an. Ironischerweise wurde derselbe Mechaniker wenige Runden zuvor fast von Mazzacanes Teamkollegen Marc Gené überfahren, da konnte aber der Mechaniker noch rechtzeitig ausweichen. Häkkinen wurde nicht mehr durch den langsamen Minardi behindert und konnte automatisch wieder schneller fahren. Er verbesserte seine Rundenzeiten um fast fünf Sekunden, fuhr nun fast 2,5 Sekunden schneller pro Runde als Michael Schumacher und so rief Ferrari den Deutschen recht schnell an die Box, um ebenfalls auf Trockenreifen zu wechseln.
Als Michael Schumacher auf die Strecke zurückkam, führte er mit zehn Sekunden Vorsprung, aber während sich die Strecke weiter abtrocknete, näherte sich Häkkinen in dramatischer Manier immer mehr. Er stellte acht schnellste Rundenzeiten binnen zehn Runden auf und war nun nur noch 4,1 Sekunden zurück. Dann plötzlich, in der 25. Runde, verlangsamte sich der McLaren bei der Einfahrt ins Oval in Kurve zwölf, anstatt zu beschleunigen; Flammen züngelten auf der linken Seite unter der Motorenabdeckung hervor. Häkkinen rollte langsam zurück Richtung Boxengasse mit brennendem Motor, musste wenig später den Wagen stehen lassen und aufgeben – somit war das Rennen praktisch entschieden. Das Problem hatte gemäß Mercedes-Benz Motorsport-Chef Norbert Haug an einem Problem im Pneumatikventilsystem gelegen, verursacht durch einen mangelhaften Satz Teile. In genau derselben Stelle musste auch Mazzacane, der Häkkinen rundenlang aufhielt, seinen Minardi abstellen. Als er gerade aussteigen wollte, warf ein Fan eine volle Bierdose in Richtung Mazzacane. Dieser wurde aber verfehlt und die Dose schlug am Minardi auf.
Während Barrichello und Coulthard sich zurück in die Punkteränge von 15. beziehungsweise 16. Stelle kämpften und sich dabei gegenseitig mit der schnellsten Rennrundenzeit unterboten, führte Michael Schumacher Runde um Runde das Rennen an, gefolgt vom Williams seines Bruders Ralf Schumacher, dann Frentzens Jordan und schließlich Barrichello. Als noch etwa vier Runden zu fahren waren, kam Michael Schumacher mit seinem rechten Vorderrad über den Randstein und drehte sich auf das nasse Gras. Er kehrte zurück auf die Strecke und funkte an seine Boxencrew: „Don't worry, I'm awake now.“ („Macht euch keine Sorgen, ich bin jetzt wach.“) Ihm blieben 12,118 Sekunden Vorsprung auf Barrichello.
Am Ende gewann Michael Schumacher und feierte damit seinen 42. Karriereerfolg – damit war er nun alleiniger Zweiter. Dies war auch der erste Ferrari-Sieg in den Vereinigten Staaten seit Gilles Villeneuve 1979 in Watkins Glen International vor Jody Scheckter ebenfalls als Erster bzw. Zweiter klassiert waren.
Frentzen verteidigte seinen dritten Platz für Jordan erfolgreich gegen Jacques Villeneuves BAR. Sieben Runden vor Schluss war Villeneuve am Ende der langen Geraden an Frentzens Innenseite gefahren und passierte den Scheitelpunkt vor dem Jordan, besaß aber zu viel Schwung und geriet auf das Gras. Er kam zurück auf die Strecke und belegte am Ende den vierten Platz, vor Coulthard und seinem Teamkollegen Ricardo Zonta. Villeneuve sagte später, es habe ihm heute viel Spaß gemacht und sie seien im Rennen sehr schnell gewesen, allerdings sei es frustrierend, so nahe am Podium vorbeizukommen. Er habe ein Paar Fehler gemacht, die hätten aber am Ende wahrscheinlich keine Rolle mehr gespielt. Er sei nicht genügend nahe an Frentzen dran gewesen, um ihn zu überholen, aber er sah gerade keine Auslaufzone mit Sand und keine Reifenstapel, also wollte er es versuchen. In der Kurve sei ihm die Strecke ausgegangen, und gerade als er bremsen wollte, wusste er, dass es ihm nicht möglich war, anzuhalten.
In der Weltmeisterschaft, mit noch zwei zu fahrenden Rennen, eroberte Michael Schumacher die Spitzenposition von Häkkinen zurück und besaß nun einen Vorsprung von acht Punkten – damit konnte er im vorletzten Rennen in Japan Weltmeister werden – der erste für Ferrari seit Jody Scheckter; Coulthard jedoch hatte nun rechnerisch keine Chance mehr auf den Titel. In der Konstrukteurswertung holte Ferrari sich ebenfalls die Führung zurück, der Abstand betrug nun zehn Punkte auf McLaren.

## Meldeliste
| Team                           | Nr. | Fahrer                | Chassis         | Motor                 | Reifen |
| ------------------------------ | --- | --------------------- | --------------- | --------------------- | ------ |
| West McLaren Mercedes          | 01  | Mika Häkkinen         | McLaren MP4/15  | Mercedes-Benz 3.0 V10 | B      |
| West McLaren Mercedes          | 02  | David Coulthard       | McLaren MP4/15  | Mercedes-Benz 3.0 V10 | B      |
| Scuderia Ferrari Marlboro      | 03  | Michael Schumacher    | Ferrari F1-2000 | Ferrari 3.0 V10       | B      |
| Scuderia Ferrari Marlboro      | 04  | Rubens Barrichello    | Ferrari F1-2000 | Ferrari 3.0 V10       | B      |
| Benson and Hedges Jordan       | 05  | Heinz-Harald Frentzen | Jordan EJ10B    | Mugen-Honda 3.0 V10   | B      |
| Benson and Hedges Jordan       | 06  | Jarno Trulli          | Jordan EJ10B    | Mugen-Honda 3.0 V10   | B      |
| Jaguar Racing                  | 07  | Eddie Irvine          | Jaguar R1       | Cosworth 3.0 V10      | B      |
| Jaguar Racing                  | 08  | Johnny Herbert        | Jaguar R1       | Cosworth 3.0 V10      | B      |
| BMW Williams F1 Team           | 09  | Ralf Schumacher       | Williams FW22   | BMW 3.0 V10           | B      |
| BMW Williams F1 Team           | 10  | Jenson Button         | Williams FW22   | BMW 3.0 V10           | B      |
| Mild Seven Benetton Playlife   | 11  | Giancarlo Fisichella  | Benetton B200   | Supertec 3.0 V10      | B      |
| Mild Seven Benetton Playlife   | 12  | Alexander Wurz        | Benetton B200   | Supertec 3.0 V10      | B      |
| Gauloises Prost Peugeot        | 14  | Jean Alesi            | Prost AP03      | Peugeot 3.0 V10       | B      |
| Gauloises Prost Peugeot        | 15  | Nick Heidfeld         | Prost AP03      | Peugeot 3.0 V10       | B      |
| Red Bull Sauber Petronas       | 16  | Pedro Diniz           | Sauber C19      | Petronas 3.0 V10      | B      |
| Red Bull Sauber Petronas       | 17  | Mika Salo             | Sauber C19      | Petronas 3.0 V10      | B      |
| Arrows F1 Team                 | 18  | Pedro de la Rosa      | Arrows A21      | Supertec 3.0 V10      | B      |
| Arrows F1 Team                 | 19  | Jos Verstappen        | Arrows A21      | Supertec 3.0 V10      | B      |
| Telefonica Minardi Fondmetal   | 20  | Marc Gené             | Minardi M02     | Fondmetal 3.0 V10     | B      |
| Telefonica Minardi Fondmetal   | 21  | Gastón Mazzacane      | Minardi M02     | Fondmetal 3.0 V10     | B      |
| Lucky Strike Reynard BAR Honda | 22  | Jacques Villeneuve    | BAR 002         | Honda 3.0 V10         | B      |
| Lucky Strike Reynard BAR Honda | 23  | Ricardo Zonta         | BAR 002         | Honda 3.0 V10         | B      |

## Klassifikationen

### Qualifying
| Pos. | Fahrer                | Konstrukteur      | Zeit     | Start |
| ---- | --------------------- | ----------------- | -------- | ----- |
| 01   | Michael Schumacher    | Ferrari           | 1:14,266 | 01    |
| 02   | David Coulthard       | McLaren-Mercedes  | 1:14,392 | 02    |
| 03   | Mika Häkkinen         | McLaren-Mercedes  | 1:14,428 | 03    |
| 04   | Rubens Barrichello    | Ferrari           | 1:14,600 | 04    |
| 05   | Jarno Trulli          | Jordan-Mugen      | 1:15,006 | 05    |
| 06   | Jenson Button         | Williams-BMW      | 1:15,017 | 06    |
| 07   | Heinz-Harald Frentzen | Jordan-Mugen      | 1:15,067 | 07    |
| 08   | Jacques Villeneuve    | BAR-Honda         | 1:15,317 | 08    |
| 09   | Pedro Diniz           | Sauber-Petronas   | 1:15,418 | 09    |
| 10   | Ralf Schumacher       | Williams-BMW      | 1:15,484 | 10    |
| 11   | Alexander Wurz        | Benetton-Supertec | 1:15,762 | 11    |
| 12   | Ricardo Zonta         | BAR-Honda         | 1:15,784 | 12    |
| 13   | Jos Verstappen        | Arrows-Supertec   | 1:15,808 | 13    |
| 14   | Mika Salo             | Sauber-Petronas   | 1:15,881 | 14    |
| 15   | Giancarlo Fisichella  | Benetton-Supertec | 1:15,907 | 15    |
| 16   | Nick Heidfeld         | Prost-Peugeot     | 1:16,060 | 16    |
| 17   | Eddie Irvine          | Jaguar-Cosworth   | 1:16,098 | 17    |
| 18   | Pedro de la Rosa      | Arrows-Supertec   | 1:16,143 | 18    |
| 19   | Johnny Herbert        | Jaguar-Cosworth   | 1:16,225 | 19    |
| 20   | Jean Alesi            | Prost-Peugeot     | 1:16,471 | 20    |
| 21   | Gastón Mazzacane      | Minardi-Fondmetal | 1:16,809 | 21    |
| 22   | Marc Gené             | Minardi-Fondmetal | 1:17,161 | 22    |

### Rennen
| Pos. | Fahrer                | Konstrukteur      | Runden | Stopps | Zeit        | Start | Schnellste Runde |
| ---- | --------------------- | ----------------- | ------ | ------ | ----------- | ----- | ---------------- |
| 1    | Michael Schumacher    | Ferrari           | 73     | 2      | 1:36:30,883 | 01    | 1:14,901 (48.)   |
| 2    | Rubens Barrichello    | Ferrari           | 73     | 2      | + 12,118    | 04    | 1:14,822 (51.)   |
| 3    | Heinz-Harald Frentzen | Jordan-Mugen      | 73     | 2      | + 17,368    | 07    | 1:15,521 (69.)   |
| 4    | Jacques Villeneuve    | BAR-Honda         | 73     | 2      | + 17,936    | 08    | 1:15,117 (68.)   |
| 5    | David Coulthard       | McLaren-Mercedes  | 73     | 3      | + 28,813    | 02    | 1:14,711 (40.)   |
| 6    | Ricardo Zonta         | BAR-Honda         | 73     | 2      | + 51,694    | 12    | 1:15,812 (48.)   |
| 7    | Eddie Irvine          | Jaguar-Cosworth   | 73     | 2      | + 1:11,115  | 17    | 1:15,675 (72.)   |
| 8    | Pedro Diniz           | Sauber-Petronas   | 72     | 3      | + 1 Runde   | 09    | 1:15,305 (69.)   |
| 9    | Nick Heidfeld         | Prost-Peugeot     | 72     | 2      | + 1 Runde   | 16    | 1:16,074 (72.)   |
| 10   | Alexander Wurz        | Benetton-Supertec | 72     | 2      | + 1 Runde   | 11    | 1:15,560 (70.)   |
| 11   | Johnny Herbert        | Jaguar-Cosworth   | 72     | 1      | + 1 Runde   | 19    | 1:15,812 (69.)   |
| 12   | Marc Gené             | Minardi-Fondmetal | 72     | 2      | + 1 Runde   | 22    | 1:16,044 (72.)   |
| –    | Jean Alesi            | Prost-Peugeot     | 64     | 2      | DNF         | 20    | 1:16,124 (44.)   |
| –    | Gastón Mazzacane      | Minardi-Fondmetal | 59     | 2      | DNF         | 21    | 1:16,711 (41.)   |
| –    | Ralf Schumacher       | Williams-BMW      | 58     | 4      | DNF         | 10    | 1:15,598 (55.)   |
| –    | Pedro de la Rosa      | Arrows-Supertec   | 45     | 2      | DNF         | 18    | 1:16,276 (36.)   |
| –    | Giancarlo Fisichella  | Benetton-Supertec | 44     | 2      | DNF         | 15    | 1:16,234 (42.)   |
| –    | Jos Verstappen        | Arrows-Supertec   | 34     | 1      | DNF         | 13    | 1:16,252 (34.)   |
| –    | Mika Häkkinen         | McLaren-Mercedes  | 25     | 1      | DNF         | 03    | 1:15,773 (25.)   |
| –    | Mika Salo             | Sauber-Petronas   | 18     | 1      | DNF         | 14    | 1:20,244 (18.)   |
| –    | Jenson Button         | Williams-BMW      | 14     | 1      | DNF         | 06    | 1:22,977 (12.)   |
| –    | Jarno Trulli          | Jordan-Mugen      | 12     | 2      | DNF         | 05    | 1:24,770 (04.)   |

## WM-Stände nach dem Rennen
Die ersten sechs des Rennens bekamen 10, 6, 4, 3, 2 bzw. 1 Punkt(e).

### Fahrerwertung
| Pos. | Fahrer                | Konstrukteur      | Punkte |
| ---- | --------------------- | ----------------- | ------ |
| 01   | Michael Schumacher    | Ferrari           | 88     |
| 02   | Mika Häkkinen         | McLaren-Mercedes  | 80     |
| 03   | David Coulthard       | McLaren-Mercedes  | 63     |
| 04   | Rubens Barrichello    | Ferrari           | 55     |
| 05   | Ralf Schumacher       | Williams-BMW      | 24     |
| 06   | Giancarlo Fisichella  | Benetton-Supertec | 18     |
| 07   | Jacques Villeneuve    | BAR-Honda         | 14     |
| 08   | Heinz-Harald Frentzen | Jordan-Mugen      | 11     |
| 09   | Jenson Button         | Williams-BMW      | 10     |
| 10   | Jarno Trulli          | Jordan-Mugen      | 6      |
| 11   | Mika Salo             | Sauber-Petronas   | 6      |
| 12   | Jos Verstappen        | Arrows-Supertec   | 5      |

| Pos. | Fahrer           | Konstrukteur      | Punkte |
| ---- | ---------------- | ----------------- | ------ |
| 13   | Eddie Irvine     | Jaguar-Cosworth   | 3      |
| 14   | Ricardo Zonta    | BAR-Honda         | 3      |
| 15   | Pedro de la Rosa | Arrows-Supertec   | 2      |
| 16   | Alexander Wurz   | Benetton-Supertec | 2      |
| 17   | Pedro Diniz      | Sauber-Petronas   | 0      |
| 18   | Johnny Herbert   | Jaguar-Cosworth   | 0      |
| 19   | Marc Gené        | Minardi-Fondemtal | 0      |
| 20   | Nick Heidfeld    | Prost-Peugeot     | 0      |
| 21   | Gastón Mazzacane | Minardi-Fondemtal | 0      |
| 22   | Jean Alesi       | Prost-Peugeot     | 0      |
| 23   | Luciano Burti    | Jaguar-Cosworth   | 0      |

### Konstrukteurswertung
| Pos. | Konstrukteur      | Punkte |
| ---- | ----------------- | ------ |
| 01   | Ferrari           | 143    |
| 02   | McLaren-Mercedes  | 133    |
| 03   | Williams-BMW      | 34     |
| 04   | Benetton-Supertec | 20     |
| 05   | Jordan-Mugen      | 17     |
| 06   | BAR-Honda         | 17     |

| Pos. | Konstrukteur      | Punkte |
| ---- | ----------------- | ------ |
| 07   | Arrows-Supertec   | 7      |
| 08   | Sauber-Petronas   | 6      |
| 09   | Jaguar-Cosworth   | 3      |
| 10   | Minardi-Fondmetal | 0      |
| 11   | Prost-Peugeot     | 0      |

Anmerkungen
1. ↑  Aufgrund eines fehlenden FIA-Siegels an Mika Häkkinens Auto beim Großen Preis von Österreich wurden McLaren-Mercedes nachträglich zehn Konstrukteurspunkte aberkannt.